# Station Wąsosz
Station Wąsosz was een spoorwegstation in de Poolse plaats Wąsosz.